# Lac Smedberg
Pour les articles homonymes, voir Smedberg.
Le lac Smedberg (en anglais : Smedberg Lake) est un lac américain dans le comté de Tuolumne, en Californie. Il est situé à 2 808 mètres d'altitude au sein de la Yosemite Wilderness, dans le parc national de Yosemite.